# Myrmecophilus inaequalis
Myrmecophilus inaequalis is een rechtvleugelig insect uit de familie mierenkrekels (Myrmecophilidae). De wetenschappelijke naam van deze soort is voor het eerst geldig gepubliceerd in 2010 door Ingrisch.